# Karim Masimov
Karim Kajymqanuly Masimov (Tselinogrado, 15 de junho de 1965) é um político cazaque que serviu como primeiro-ministro do Cazaquistão de janeiro de 2007 a setembro 2012 e novamente de abril de 2014 a setembro de 2016.
Massimov serviu como Vice-primeiro-ministro de 19 de janeiro de 2006 a 9 de janeiro de 2007 e como Ministro da Economia e Planejamento Orçamentário, Ministro dos Transportes e Comunicações em 2001. Presidente Nursultan Nazarbayev nomeou Masimov para suceder Daniyal Akhmetov como Primeiro-ministro em 9 de janeiro de 2007. O partido Nur-Otan endossou a candidatura de Masimov e o Parlamento confirmou a nomeação em 10 de janeiro.
Em 24 de setembro de 2012, o mandato de Masimov terminou quando o presidente Nazarbayev o demitiu do cargo, nomeando-o chefe do gabinete presidencial para reajustar o equilíbrio de poder entre as várias facções dentro do governo. Desde setembro de 2016, ele ocupou o cargo de chefe do Comitê de Segurança Nacional do Cazaquistão.